# Жозе Едвар Сімоес
Жозе Едвар Сімоес (порт. José Edvar Simões, 23 квітня 1943) — бразильський баскетболіст.
Бронзовий призер Олімпійських Ігор 1964 року, учасник 1968, 1972 років.
Срібний призер Чемпіонату світу 1970 року, бронзовий призер 1967 року.